# Zgodovinska obdobja v likovni umetnosti
Zgodovinska obdobja v likovni umetnosti opisuje zgodovino spreminjanja umetnosti od antične, pa do današnje.

## Antika in srednji vek
(200–1430)
Srednjeveška likovna umetnost
Zgodnja krščanska umetnost in arhitektura
Bizantinska umetnost
Vikinška umetnost
Keltska umetnost
Anglosaška umetnost
Mozanska umetnost
Umetnost v času preseljevanja ljudstev
Po-rimska umetnost
Romanska umetnost
Gotska umetnost
Mednarodni mehki slog (gotika)
Sienska šola

## Renesančna umetnost
Renesansa (1300–1602)
Italijanska renesansa - pozno 14. stoletje do poznega 16. stoletja
Staronizozemsko slikarstvo - 1400 - 1500
Renesančna gibanja zunaj Italije
Manjša renesančna gibanja

## Renesansa in neoklasicizem
Barok - 1600 - 1730
Zlata doba nizozemskega slikarstva - 1585 - 1702
Rokoko - 1720 - 1780
Neoklasicizem - 1750 - 1830

## Romantika
Romantika -1790 - 1880
Nazarenska umetnost - 1820 - pozno 1840
Starodavci - 1820 - 1830
Purizem - 1820 - 1860
Düsseldorfška šola - 1820 - 1860
Šola Hudson River - 1850 - 1880
Luminizem (Ameriški umetniški slog) - 1850 – 1870

## Od romanticizma do moderne umetnosti
Norwiška šola - 1803 - 1833 Anglija
Biedermajer - 1815 - 1848, Nemčija
Fotografija - od 1825
Realizem - 1830 - 1870, Francija
Barbizonska šola - 1830 - 1870, Francija
Peredvižniki - 1870, Rusija
Haaška šola - 1870 - 1900, Nizozemska
Ameriška barbizonska šola - ZDA
Španski eklekticizem - 1845 - 1890, Španija
Macchiajoli - 1850, Toskana, Italija
Metarealizem - 1870, Rusija
Prerafaeliti (Prerafaelitska bratovščina) - 1848 - 1854, Anglija

## Moderna umetnost
Moderna - pozno 19. stoletje - 1970
Opomba: Naštete države označujejo kraje, kjer se je začela ta umetniška smer.
Ruska avnatgarda - 1890 - 1930, Rusija/Ukrajina/SZ
Impresionizem - 1863 - 1890, Francija
Ameriški impresionizem 1880, ZDA
Cos Cob Art kolonija 1890, ZDA
Heidelbergova šola, pozno: 1880, Australija
Luminizem (Impresionizem)
[[Gibanje Arts and Craft. - 1880 - 1910, Anglija
Tonalizem - 1880 - 1920, ZDA
Simbolizem - 1880 - 1910, Francija/Belgija
Ruski simbolizem 1884 - 1910, Rusija
Estetsko gibanje 1868 - 1901, UK
Postimpresionizem - 1886 - 1905, Francija
Pointilizem 1880, Francija
[[Les Nabi. 1888 - 1900, Francija
Fauvizem - 1904 - 1909, Francija
Cloisonizem 1885, Francija
Sinteticizem pozno 1880 - zgodnje 1890, Francija
Pariška šola zgodnje 20. stoletje, Francija
Neoimpresionizem 1886 - 1906, Francija
Secesija 1897 - 1930, Evropa
Dunajska secesija 1897, Avstrija
Art Nouveau 1890 - 1914, Francija
Jugendstil, Nemčija, Skandinavija
Modernizem - 1890 - 1910, Španija
Art à la Rue 1890 - 1905, Belgija/Francija
Mlada Poljska 1890 - 1918, Poljska
Mir iskusstva 1899, Rusija
Hagenbund 1900 - 1930, Avstrija
Ekspresionizem - 1905 - 1930, Nemčija
Die Brücke (Mostovi) 1905 - 1913, Nemčija
Modri jezdec (Der Blaue Reiter) 1911, Nemčija
Bloomsburyjeva skupina - 1905 - 1945, Anglija
Kubizem - 1907 - 1914, Francija
Analitični kubizem 1909, Francija
Orfizem - 1912, Francija
Purizem - 1918 - 1926
Kubo-ekspresionizem 1909 - 1921
Ashcanska šola 1907, ZDA
Jack of Diamonds (umetniška skupina) 1909, Rusija
Futurizem - 1910 - 1930, Italija
Kubo-futurizem 1912 - 1915, Rusija
Rajonizem 1911, Rusija
Sinhronizem 1912, ZDA
Analitična umetnost 1913, Rusija
Vorticizem 1914 - 1920, UK
Biomorfizem 1915 - 1940
Suprematizem 1915 - 1925, Rusija/Ukrajina/SZ
Dada (dadaizem)- 1916 - 1930, Švica
Proletkult 1917 - 1925, SZ
Produktivizem po 1917, Rusija
De Stijl (Neoplasticizem) 1917 - 1931, Nizozemska
Metafizično slikarstvo 1917, Italija
Arbeitsrat für Kunst 1918 - 1921
[[Bauhau. - 1919 - 1933, Nemčija
[[UNOVI. 1919 - 1922, Rusija
[[Others group of artist. 1919, UK
Ameriški ekspresionizem 1920 -
Precizionizem 1920, ZDA
Nadrealizem  od 1920, Francija
Acéphale, Francija
Letrizem 1942 -
[[Les Automatiste. 1946 - 1951, Kanada
Devetsil 1920 - 1931
Skupina Sedmih 1920 (sedem umetnikov) - 1933, Kanada
Harlem renaissance 1920 - 1930, ZDA
Ameriško scensko slikarstvo  1920 - 1945, ZDA
Novi objektivizem 1920, Nemčija
Konstruktivizem)  1920, Rusija/Ukrajina/SZ
Art Deco - 1920 - 1930, Francija
Grupo Montparnasse 1922, Francija
Sovjetska umetnost 1922 - 1986, SZ
a. r. skupina 1929 - 1936
Severozahodna šola 1930 - 1940, ZDA
Socialni realizem, 1929, mednarodno
Socialistični realizem - 1930 - 1950, SZ/Nemčija
Abstraction-Création 1931 - 1936, Francija
Allianz 1937 - 1950., Švica
Art and Freedom 1939 - 1940
Abstraktni ekspresionizem - 1940,  ZDA
Action painting ZDA
Slikarstvo barvnih ploskev
Lirična abstrakcija
COBRA (avantgardno gibanje) 1946 - 1952, Danska/Belgija/Nizozemska
Tačizem pozna 1940. - 1950, Francija
Abstraktni slikarji ZDA
Arte Madí 1940
Art informel 1940 - 1950
Umetnost neuvrščenih -1940, Anglija/ZDA
Dunajska šola fantastičnega realizma - 1946, Avstrija
Konkreticisti zgodnji 1950 -
Neo-Dada 1950, mednarodno
Mednarodni tipografski slog 1950, Švica
Sovjetska nekonformistična umetnost 1953 - 1986, ZS
Ruski nekonformizem Russia/Ukraine
Pop Art 1950, UK/ZDA
Pozicionizem 1957 - zgodnji 1970, Italija
Magični realizem 1960, Nemčija
Minimalizem - 1960 -
Umetnost in jezik 1968, Anglija
Op Art 1964 -
Post-painterly abstraction 1964 -
Hard-edge slikarstvo 1960, ZDA

## Sodobna umetnost
Sodobna umetnost - sedanjost
Postmodernizem - sedanjost
Modernizem - sedanjost
Nova stvarnost 1960 -
[[Performen. - 1960 -
[[Fluksu. - zgodnje 1960 - pozno 1970
Konceptualna umetnost - 1960 -
Grafiti 1960 -
Junk art 1960 -
Psihadelična umetnost zgodnje 1960 -
Lirična abstrakcija 1960 -
Process art 1960 - 1970
Arte Povera 1967 -
Fotorealizem - pozno 1960 - zgodnje 1970
Land art - pozno 1960 - zgodnje 1970
Postminimalizem pozno 1960 - 1970
Inštalacije - 1970 -
Neoekspresionizem pozno 1970 -
Figuration Libre zgodnje 1980
Simbolični realizem
Young British Artist. 1988 -
Rektoverzija 1991 -
Pregrešna umetnost
Dogodki sinestezij
Neoizem 1979
Dekonstruktivizem
[[Battle Elephant. 1984
Massurrealism 1992 -
Štukizem 1999 -
Remodernizem 1999 -
Maksimalizem